# Phthiridium hoogstraali
Phthiridium hoogstraali är en tvåvingeart som först beskrevs av Oskar Theodor 1957.  Phthiridium hoogstraali ingår i släktet Phthiridium och familjen lusflugor.
Artens utbredningsområde är Sudan. Inga underarter finns listade i Catalogue of Life.